# Open Your Heart (singel Europe)
Open Your Heart – ballada rockowa zespołu Europe, wydana dwukrotnie w różnych wersjach: w 1984 (z albumu Wings of Tomorrow) i w 1988 (z albumu Out of This World). W warstwie tekstowej obie wersje różnią się drugą zwrotką. Do drugiej wersji powstał teledysk, wyreżyserowany przez Jeana Pellerina i Douga Freela.

## Twórcy
Wersja 1984
- Joey Tempest – wokal, gitara akustyczna, instrumenty klawiszowe
- John Norum – gitara
- John Levén – gitara basowa
- Tony Reno – perkusja

Wersja 1988
- Joey Tempest – wokal
- Kee Marcello – gitara
- John Levén – gitara basowa
- Mic Michaeli – instrumenty klawiszowe
- Ian Haugland – perkusja

## Notowania
| Lista           | Miejsce |
| --------------- | ------- |
| Belgia          | 31      |
| Holandia        | 42      |
| Wielka Brytania | 86      |